# リビア飛行禁止空域
リビア飛行禁止空域（リビアひこうきんしくういき、英語：Libyan no-fly zone）は、2011年3月17日に国際連合安全保障理事会（国連安保理）で承認された軍事行動。リビア内戦で反政府勢力に対して空爆を仕掛けるムアンマル・アル＝カッザーフィー大佐（カダフィ大佐）に忠誠を誓う軍部隊などの攻勢を阻止するために提案された。8月下旬にカダフィ政権は崩壊し、10月末に新たに採択された安保理決議により同年10月31日をもって飛行禁止区域は解除された。なお同戦闘におけるアメリカ合衆国の作戦名はオデッセイの夜明け作戦、イギリスはエラミー作戦、フランスはアルマッタン作戦、カナダはモバイル作戦、北大西洋条約機構はユニファイド・プロテクター作戦である。

## 概要
3月12日にアラブ連盟は国際連合安全保障理事会に対し、リビア上空に飛行禁止空域を設定するよう要請を行った。この要請を受けて3月15日、レバノンのナワーフ・サラーム国連大使は、イギリスとフランスの支持を得てリビア上空に飛行禁止空域を設定することや国際的な軍事介入を容認する旨を盛り込んだ決議案を上程、同決議案は2日後の3月17日の理事会での採決の結果、賛成10票・反対0票・棄権5票の賛成多数で採択された。この採択された決議案が、今回の軍事介入の根拠である「安保理決議1973」である。安保理では、常任理事国5カ国のうち1カ国でも反対すると決議はできないことになっているが、今回は当初軍事介入に消極的・反対の姿勢を示していたアメリカが賛成に回ったほか、同じく否定的だったロシアと中国が棄権に回ったことで採択が実現した。また、ロシアと中国以外には非常任理事国であるブラジル、インド、ドイツの3カ国も棄権している。棄権した5カ国のうち、ブラジル・ロシア・インド・中国の4カ国については独立国への軍事介入を忌避するという理由で、ドイツについては如何なる軍事介入にも自国は参加しない意思表示のために棄権を選択したとされている。
英仏両国は喫緊の問題として反カダフィ勢力を支援する意向を述べたが、参加国の全リストとその役割についてはまだ指定されず、そしてレバノンとアメリカ合衆国は決議を支持した。
3月18日にリビアのムーサ・クーサ対外連絡・国際協力書記（外相に相当）は、国連決議を考慮して即時停戦を宣言した。しかし、ミスラタとアジュダービヤーでの砲撃は継続し政府軍部隊はベンガジに接近し続けていた。3月19日には政府軍戦車部隊はベンガジ市内に突入砲迫による攻撃は市街地にも実施され、市街地上空を飛行していた戦闘機が撃墜される激戦が展開されていた。
国連決議はリビア地上軍に対する空爆と一般市民に脅威を与えている「軍艦」への攻撃を許可した。3月19日にイギリス海軍はリビア海上封鎖のためフランス航空機と共に飛行禁止空域の実施を開始する。フランス軍戦闘機はリビア軍戦車に対する空爆を実施。最終的には米空母「CVN-65 エンタープライズ」と仏空母「R 91 シャルル・ド・ゴール」が沖合に展開して実施部隊に即応能力を提供する。また、アメリカ合衆国軍は3月19日にオデッセイの夜明け作戦を発動した。この作戦では、参加部隊はリビアを管轄下に置く統合軍であるアフリカ軍のカーター・ハム司令官（陸軍大将）の指揮下に入り、戦術面での指揮は在欧・在アフリカ海軍司令官のサミュエル・ロックリア海軍大将が指揮を執る。作戦の経過について、ウィリアム・ゴートニー統合参謀本部事務局長（海軍中将）は第一次攻撃として米英軍艦から114発のトマホーク巡航ミサイルをリビアの防空組織を目標に発射したと伝えた。
3月24日にNATOはアメリカ軍から作戦指揮権を移譲され、3月27日の大使会合で空爆を含む全作戦を指揮下に置く決定を下す。指揮権のNATOへの移譲はアメリカ主導のNATOが全面に出ることをフランスが反対していたが、指揮命令系統の混乱を避けたい参加各国の要望とノルウェーは指揮権移譲を参加条件としており、作戦指揮権はNATOに一本化される。空域の維持には空中警戒管制機、給油機および戦闘機など1日あたり数十機が必要とされ、NATO加盟国10カ国が参加し、非加盟国であるカタールとアラブ首長国連邦も参加する多国籍軍作戦となっている。NATOへの指揮権移譲後は、全体の指揮は欧州連合軍最高司令官（NATO軍最高司令官）であるジェイムズ・スタヴリディス海軍大将（アメリカ海軍）が執ることになり、またそれまで支援に徹していたナポリ統連合軍司令部が作戦指揮を担当することとなった。

## 実施戦力
北大西洋条約機構は飛行禁止空域を実施するため2月後半から3月前半にかけて作戦計画を立案する。特にNATO加盟国のイギリスとフランスが結ばれ主導的役割を形成する。英仏両国は当初から飛行禁止空域を支持しており、規制活動を実施するに十分なエアパワーを有しているが、追加支援のためより広範囲の展開を必要としていた。
アメリカ合衆国は飛行禁止空域の強化するに必要なエアパワー資産を有するが、リビアへの主権侵害の虞があるとして法的基盤を確立してから介入すべきとした。また、アラブ地域への米軍介入となるため繊細な問題を有していたため、アメリカはアラブ各国に規制作戦への参加を求めた。
アメリカのロバート・ゲーツ国防長官は公聴会にてこの点について、「飛行禁止空域は防空体制を撃破するためリビア国土への攻撃から開始される・・・。そして、リビア領空全域に航空機を展開させるが、銃殺されている人々を（直接）救うことは出来ない。しかしこれが（間接的に）救う最初の手立てとなるであろう。」と説明している。
3月19日にリビア上空に展開していたフランス空軍機が攻撃の口火を切った。他の国はそれぞれ個々の作戦を開始した。

### 作戦名
- 北大西洋条約機構 ユニファイド・プロテクター作戦（en:Operation Unified Protector、武器禁輸と飛行禁止空域）
- カナダ モバイル作戦（en:Operation MOBILE）
- フランス アルマッタン作戦（en:Opération Harmattan）
- ベルギー フリーダム・ファルコン作戦ならびにオデッセイの夜明け作戦[25]。
- イギリス エラミー作戦（en:Operation Ellamy）
- アメリカ合衆国、 イタリア[26]、 デンマーク[27]、 ノルウェー[28]。オデッセイの夜明け作戦

### 介入部隊
- ベルギー ペーター・デ・クレーム国防相はベルギー航空構成部隊からF-16戦闘機6機が参加していると述べる。また、必要に応じて掃海艇「M 923 ナルシス（BNS Narcis）」を海域に派遣する。ステフェン・ファンアッケレ外相によると議会の過半数が作戦を支持した[29]。
- カナダ カナダ空軍からはモバイル作戦下でリビア地域にCF-18戦闘機6機と要員140人を展開した[30]。ハリファックス級フリゲート「FFH 339 シャーロットタウン」は海上での作戦に参加している[31]。
- デンマーク ギッテ・リレルンド・ベック国防相はデンマーク空軍からはF-16戦闘機6機と輸送機、地上整備員を派遣すると発表した[32]。3月19日にデンマーク議会は飛行禁止空域強化のために戦闘機の派遣について満場一致で可決した[33]。
- フランス フランス空軍からはラファール戦闘機とミラージュ戦闘機が一斉攻撃に参加し、フランス海軍は駆逐艦「D 620 フォルバン」と「D 615 ジャン・バール」が作戦に参加している[34]。空母「R 91 シャルル・ド・ゴール」はリビア沿海域に空母打撃群（空母1隻を基幹とする4隻ないし5隻の支援艦艇で編成される）を編成して空爆作戦に向かう。
- ギリシャ ギリシャ軍からはF-16戦闘機4機、フリゲート2隻およびR-99警戒管制機[35]。
- イタリア フランコ・フラッティーニ外相はイタリアの航空機が国連の作戦に参加すると発表する[36]。アメリカ国防総省によるとイタリア海軍からは艦艇11隻が第一次攻撃に参加している[37]。
- NATOが運用するE-3空中警戒管制機は地中海上空にてリビア空域の監視に当たる[38]。
- オランダ オランダ空軍はF-16戦闘機6機とKDC-10空中給油機を提供する予定で、その内F-16戦闘機4機が作戦に投入され、2機は予備機として運用される[39]。これらの戦闘行動に関する航空機配備はオランダ首相が先行して判断し、事後は国会にて承認を必要とする[40]。オランダ海軍からは海上封鎖任務を実施するためにトリパルタイト級機雷掃討艇「M853 ハールレム」の展開を終えている[41]。
- ノルウェー イェンス・ストルテンベルク首相はノルウェー空軍からF-16戦闘機6機とP-3海上哨戒機を作戦に参加させたと発表する。首相は他にも人道援助にも参加すると述べている[42]。
- カタール カタール軍からはミラージュ2000-5EDA戦闘機を4機ないし6機を派遣する。3月25日にミラージュ戦闘機2機が監視任務にアラブ諸国から初参加した[43]。
- ルーマニア ルーマニア海軍からはフリゲート「F221 レジェーレ・フェルディナンド」が海上封鎖作戦に参加している[44]。
- スペイン ホセ・ルイス・ロドリゲス・サパテロ首相はスペイン軍からF/A-18戦闘機4機、空中給油機1機、CN-235 MPA海上哨戒機1機、フリゲート「F-104 メンデス・ヌニェス」および潜水艦「S 74 トラモンターナ」を派遣したと伝えた[45]。
- トルコ 3月24日にトルコ国会は武器禁輸措置の監視作戦のためにフリゲート4隻、潜水艦1隻、補助艦1隻をリビア沖に派遣することを承認した。戦闘機については未定[46]。
- アラブ首長国連邦 アラブ首長国連邦軍からはF-16戦闘機とミラージュ2000-9戦闘機の混成24機を派遣したと伝える[47]。3月24日にアブドラ外相はF-16戦闘機とミラージュ戦闘機合計12機を派遣したと発表、数日以内に監視任務を開始する予定[48]。
- イギリス デーヴィッド・キャメロン首相は3月18日にイギリス空軍からタイフーン戦闘機とトーネード IDS攻撃機、空中偵察機および監視機を参加させたと発表する[49]。3月20日時点でイギリス海軍は巡航ミサイル発射プラットフォームとしてトラファルガー級原子力潜水艦「S 93 トライアンフ」が、海上封鎖に「F 237　ウェストミンスター」と「F 85 カンバーランド」が参加している。イギリス空軍はキプロス基地と英国本土の飛行場から多数の作戦機が作戦を実施している。
- アメリカ合衆国 アメリカ海軍は艦艇11隻を展開させており、強襲揚陸艦「LHD-3 キアサージ」とドック型輸送揚陸艦「LPD-15 ポンセ」、駆逐艦「DDG-52 バリー」と「DDG-55 スタウト」、攻撃型原子力潜水艦「SSN-719 プロビデンス」と「SSN-756 スクラントン」、巡航ミサイル潜水艦「SSGN-728 フロリダ」および指揮艦「LCC-20 マウント・ホイットニー」から成る[50]。航空機はB-2爆撃機3機と機数不明の各種戦闘機がリビア上空に展開している[51]。

### 出撃拠点
- フランス サン＝ディジエ＝ロバンソン空軍基地、ディジョン空軍基地、ナンシー＝オシェエ空軍基地、イストル＝ル・テュベ空軍基地、ソレンツァラ空軍基地、アヴォール空軍基地。
- ギリシャ スーダ空軍基地、アクトン空軍基地、アラクソス空港
- イタリア アメンドラ航空基地、アヴィアーノ航空基地、デチモマンヌ航空基地、ジョーイア・デル・コッレ航空基地、トラーパニ＝ビルジ空港、パンテッレリーア空港、シニョネッラ航空基地（海軍基地）、カポディキーノ航空基地。
- スペイン ロタ海軍基地、モロン空軍基地、トレホン空軍基地。
- イギリス アクロティリ空軍基地、マーハム空軍基地、ロジーマス空軍基地、ワディントン空軍基地、カニングスビー空軍基地。
- アメリカ合衆国。在欧アメリカ空軍の拠点。

### その他の国の活動
- アルバニア サリ・ベリシャ首相は自国が支援する準備があると言明する[52]。首相は国連の決定を支持し多国籍作戦援助の提供を申しかける。首相報道官によればこれらの活動は合法であると伝える。主要目的はリビア人の自由と諸権利の保護とした[52]。
- オーストラリア ジュリア・ギラード首相とオーストラリア労働党は国連任務について軍事的貢献は実施しないとしているが、しかしNATOから要請があればオーストラリア軍の派遣を検討するよう求めたことを、オーストラリア自由党の国防スポークスマンが伝えた[53]。スティーブン・スミス国防相は政府が必要と判断したならば人道的貢献の一環として空軍のC－17大型輸送機を派遣する用意があると発言する[54]。
- クロアチア イヴォ・ヨシポヴィッチ大統領はNATO加盟国の一員としてリビアでの作戦に参加すると言明し、クロアチア軍の参加準備を整える間は人道的支援を努力するとした[55]。
- ヨルダン アメリカ議会当局はヨルダンが国連任務の実施に関与するかもしれないと伝えた[56]。
- クウェート デーヴィッド・キャメロン英国首相によれば「後方支援分担」を実施するとされる[57]。
- ブルガリア ボイコ・ボリソフ首相はブルガリア海軍からウィーリンゲン級フリゲート「41 ドラツキ（Drazki）」を海上封鎖に参加させるとし、人道援助にも備えていると言明した[58]。
- オランダ ウーリ・ローゼンタール外相はオランダが飛行禁止空域についてまだ詳細な支援については確定しないものの、軍を派遣する用意があるとしている[59]。
- スウェーデン カール・ビルト外相はNATOの要請があればスウェーデンが飛行禁止空域について支援する軍事行動を考慮すると発表した[60]。スウェーデン空軍はグリペン戦闘機8機を空爆作戦に参加させる準備をしているが、スウェーデン政府は部隊派遣についてNATOの要請を待つとしている[61]。最新の調査においてスウェーデン国民の約65%が飛行禁止空域を強化するために国際作戦に参加することを望んでいる[62]。スウェーデンの8個議会党のうち7つが軍派遣に賛成している[63]。
- サウジアラビア 空爆に参加している可能性について言及される[64][65]。

### 国際部隊による戦闘行為
2011年3月19日1600GMT時にフランス空軍が反体制派支配下の都市を防御するためにベンガジ上空から150kmから100kmの領域に戦闘機19機を展開させたと伝えた。仏国防省スポークスマンは1645GMT時から1659GMT時にかけてフランス軍機がリビア軍の車両に対して空爆を実施しこれを破壊したと伝える。
アルジャジーラによるとフランス軍機はベンガジ南西にてカダフィ軍の戦車4輌を破壊した。同日、デーヴィッド・キャメロン英首相はイギリス軍機も活動中であると言明し、さらに報道ではアメリカ軍が最初の巡航ミサイルを発射した事を示唆する。CBSのデービッド・マーティンはB-2爆撃機3機がリビア国内の主要飛行場に40発の爆弾を投下するためアメリカ本土から無着陸で飛行すると報じた。さらに、同じ報道でアメリカ軍機が攻撃対象となるリビア軍地上部隊を捜索していると報じている。
アメリカ国防総省とイギリス国防省は協同で駆逐艦「USS バリー」と潜水艦「HMS トライアンフ」から少なくとも110発のトマホーク巡航ミサイルを発射したことを確認した。また内陸および沿岸部の軍事施設に対して補微修正の空爆支援が実施されている。
当初、作戦参加のアメリカ軍部隊はアメリカアフリカ軍司令官カーター・ハム陸軍大将（en:Carter Ham）の指揮下におかれた。作戦の戦術指揮は在欧アメリカ海軍司令長官サミュエル・ロックリア海軍大将が地中海上で航行中の指揮艦「USS マウント・ホイットニー」艦上から実施する。ロバート・ゲイツ米国国防長官は数日の内に作戦統制権がフランスおよびイギリスの指揮当局またはNATOに移管されると伝える。
2011年3月20日にはストーム・シャドウ巡航ミサイル数発がイギリス軍機から発射された。アメリカ軍機19機も空爆を実施した。アメリカ軍機は海兵隊のハリアー短距離離着陸戦闘機、空軍のB-2爆撃機、F-15戦闘機およびF-16戦闘機が参加している。カダフィ軍の地上部隊車列は数回の空爆によって撃破されている。70台近くの車両とその乗車兵が同時に撃破されていることが知られる。
デンマーク空軍のF-16戦闘機4機が5時間の飛行後イタリアのシニョネッラ航空基地に帰還し、「非常に危険な任務である」であると報道官は述べた。その後、イタリア空軍のトーネード攻撃機3機がトラーパニ航空基地から離陸する。3月18日に即時停戦宣言ののち、3月20日2100時からリビア軍によって新たな停戦が宣言される。SA-2、SA-3およびSA-5地対空ミサイルの移動式以外と固定対空火砲の多くは破壊され、残る脅威は携帯式地対空ミサイルやSA-6およびSA-5移動式地対空ミサイルシステムなどとなっている。
リビア政府は軍事施設の防衛にために人間の盾の使用を認めた。カダフィ大佐の居住地の一つとみなされるバブ・エル＝アジジア（Bab al-Azizia）の居住区は3月20日夜半から3月21日早朝にかけて破壊される。
3月26日夜、フランス軍機はミスラタのカダフィ政府軍に対して空爆を実施、戦闘機5機、戦闘ヘリコプター2機を破壊する。多国籍軍の戦闘機が上空を飛行している間はカダフィ政府軍の攻撃が停止していると反体制側が伝えており、飛行の抑止効果が現れている。

## 活動規模
アメリカのマイケル・マレン統合参謀本部議長（海軍大将）は「異例の複合作戦を準備する」と表明した。またロバート・ゲーツ国防長官は作戦のため航空戦力がリビアとその付近に展開する必要があると述べているほか、NATOのアナス・フォー・ラスムセン事務総長もその必要性を強調している。
戦略予算評価センターによると、飛行禁止空域を維持するためのコストについては、アメリカ国防総省シンクタンクのシナリオの下では1週間あたり3億米ドル程度と試算されているという。
この軍事介入について、元アメリカ空軍参謀総長のメリル・マクピーク退役空軍大将は「この軍事問題が簡単に解決するとは想像できない」として、カダフィ勢力支配地域の上空に飛行を集中するよう提案した。つまりリビアの防空システムを破壊して脅威を除去する攻撃を必要とする。

## 作戦の終焉
NATOによる軍事介入は抵抗を続けるカダフィ勢力を追い詰め、8月23日に反政府勢力は首都トリポリを陥落させる。カダフィは10月20日に死亡し、その後採択された国際連合安全保障理事会決議2016により理事会決議1970及び1973で規定された軍事介入は10月31日をもって終了することが決議された。これに伴いリビア飛行禁止区域も解除された。